# Institutul de Studii Europene din Iași

Universitatea "Ştefan Lupaşcu" din Iaşi

Institutul de Studii Europene din Iași este o instituție de învățământ superior particulară, fondată în anul 1998. Oferă studii de licență din domeniile administrație publică, contabilitate și informatică de gestiune și management.

## Organizare
Instituție alternativă cu cea mai diversificată paletă de oferte din partea nord-estica a țării: 7 specializări (din 6 profiluri de pregătire) la ciclul de licentă, autorizate să funcționeze prin Hotărâre de Guvern publicată în Monitorul Oficial nr. 466 din 30.06.2003, p. 75. 
Are peste 95% promovabilitate pe ansamblul specializărilor cu absolvenți la cursuri de zi și cu frecvență redusă. 

## Specializări

Amfiteatru

Laborator

Prin hotărâre de guvern au fost autorizate specialitățile:
- administrație publică
- management
- contabilitate și informatică de gestiune
- traducere și interpretare
- jurnalism
- informatică
- educație fizică și sport